# Jakub Veselý
Jakub Veselý (* 2. září 1986 Šternberk) je český profesionální volejbalista a současný volejbalový reprezentant.
Narodil se ve Šternberku, kde strávil své mládí. Má dva bratry, Martina a Jana. Volejbal začal hrát za tým TJ Sokol Šternberk. Při výběru do reprezentace prošel kluby VK Dukla Liberec, později Argo de Sete (Francie), Bre Banca Lannutti Cuneo (Itálie), Pallavolo Modena (Itálie), AZS Częstochowa (Polsko) či Saint-Nazaire Volleyball (Francie). V září 2015 přešel ze Saint-Nazaire do českého volejbalového klubu VK Karbo Benátky nad Jizerou. V reprezentaci hraje od roku 2008. Měří 207 cm, váží 100 kilogramů a číslo jeho číslo dresu v Benátkách nad Jizerou je 8. Je ženatý, se svou manželkou Markétou má dva syny.

## Úspěchy
- 3× 2. místo EX-M
- 3× vítěz ČP
- 3. místo CEV Cup
- 2× 3. místo Pro A
- 3. místo A1
- 2. místo Superpohár
- 10. místo MS 2010